# Сампайо, Рожерио
Рожерио Сампайо Кардозо (порт. Rogério Sampaio Cardoso, род. 12 сентября 1967, Сантус, Сан-Паулу) — бразильский  дзюдоист, чемпион Олимпийских игр, призёр чемпионата мира, двукратный Панамериканский чемпион.

## Биография
Начал заниматься дзюдо в четырёхлетнем возрасте, когда его мать решила что мальчик растёт шалопаем и нуждается в дисциплине. Занимался дзюдо вместе со старшим братом, Рикардо Кардозо, впоследствии участником Олимпийских игр 1988 года
В 1985 году начал международную карьеру, заняв второе место на турнире US Open Colorado Springs. В 1986 году был вторым на турнире German Open, третьим на турнире в Потсдаме, вторым на Dutch Open, занял пятое место на чемпионате мира среди юниоров, вновь был вторым на турнире US Open Colorado Springs. В этом же году стал победителем Панамериканского чемпионата среди взрослых. В 1988 году остался третьим на турнирах	Hungaria Cup и Czech Cup и был первым на турнире Trofeo Internazionale 'Guido Sieni' Sassari. В этом же году стал двукратным чемпионом Панамерики. В 1989 году остался пятым на турнире Tournoi de Paris, третьим  на A-Tournament Sofia 'Liberation' и вторым на турнире World Masters. В 1992 году стал победителем турнира ASKO World Tournament
Выступал на Олимпийских играх 1992 года, в категории до 65 килограммов боролись 46 дзюдоистов. Борец, победивший во всех схватках группы выходил в финал, где встречался с борцом из другой группы. Проигравшие финалистам, встречались в «утешительных» схватках, по результатам которых определялись бронзовые призёры.  
В качестве фаворита Рожерио Сампайо не рассматривался, но у него был большой стимул к победе. Его брат Рикардо Кардозо в 1991 году покончил жизнь самоубийством на фоне несчастной любви, и Рожерио заявил о том, что выступление на Олимпиаде посвящает памяти брата.    
Рожерио Сампайо, используя свой отточенный отхват (заднюю подножку), продвигался по таблице. 
В полуфинале Рожерио Сампайо боролся с явным фаворитом, Удо Квелльмальцем из Германии. Никто из спортсменов не смог провести оцененного действия, но бразильский спортсмен яростно атаковал, в результате чего немецкий дзюдоист получил замечание, а затем и два предупреждения за пассивность (чуй). В финале бразилец боролся с венгерским ветераном Йозефом Чаком и победил того, проведя отхват на вадза-ари. 
| Круг  | Соперник          | Страна           | Итог   | С оценкой              | Продолжительность |
| ----- | ----------------- | ---------------- | ------ | ---------------------- | ----------------- |
| 1/16  | Аугусто Альмейдо  | Португалия       | Победа | иппон (Тай Отоси)      | 3:26              |
| 1/8   | Ким Сон Мун       | Республика Корея | Победа | иппон (Осото Гари)     | 2:03              |
| 1/4   | Франциско Моралес | Аргентина        | Победа | иппон (Осото Гари)     | 2:24              |
| 1/2   | Удо Квелльмальц   | Германия         | Победа | чуй                    | 5:00              |
| Финал | Йозеф Чак         | Венгрия          | Победа | вадза ари (Осото Гари) | 5:00              |

В 1993 году занял третьи места на турнирах Polish Open, Citta di Roma, 	Trofeo Internazionale 'Guido Sieni' Sassari и второе на Tre Torri Tournament. В том же году завоевал бронзовую медаль чемпионата мира. В 1994 году остался третьим на чемпионате мира среди студентов. Из-за травм был вынужден оставить карьеру спортсмена, и на Панамериканских играх 1995 года и Олимпийских играх 1996 года участвовал в качестве тренера и телевизионного комментатора. В 1997 году ещё раз выступил на Trofeo Internazionale 'Guido Sieni' Sassari, завоевал третье место, и окончательно перешёл в тренеры, организовав зал дзюдо в Сантусе. В 2001 году был тренером женской сборной Бразилии по дзюдо на Универсиаде. Также продолжает оставаться телевизионным комментатором.